# Mar de Flores
El mar de Flores (en indonesio, Laut Flores) es un pequeño mar del océano Índico localizado en el interior del archipiélago indonesio, nombrado así por la isla de Flores (Indonesia), cuyas aguas pertenecen a Indonesia y Timor Oriental. Comprende una superficie de 240.000 km².

## Características
Las aguas del mar de Flores tienen una temperatura media de 28,6 °C, con una temperatura máxima de 29 °C durante el verano y una temperatura mínima de 27,9 °C durante el frío mes de diciembre. La temperatura del mar de Flores se atribuye al clima tropical de la zona, que escalona y mantiene altas temperaturas durante todo el año, lo que permite a los bañistas disfrutar de las cálidas aguas del mar y practicar diversos deportes acuáticos. Con unos 1.600 milímetros de precipitaciones anuales, éstas alcanzan su máximo durante la estación lluviosa, de diciembre a marzo, y se estancan durante la estación seca, de junio a septiembre. 
En el mar de Flores se producen con frecuencia terremotos y actividades volcánicas, ya que el estrato volcán Batutara ha entrado en una fase de erupciones mucho más fuertes desde 2014. El último terremoto que tuvo lugar en la zona se produjo el 14 de julio de 2019, con una lectura de 7,2 en la escala de Richter y sin alerta de tsunami.

## Geografía
Sus límites son:
- al sur, las islas de Sumbawa, Komodo y Flores, y varios estrechos que conectan con el mar de Savu (océano Índico);
- al norte, la costa meridional de la isla de Célebes;
- al este, la isla Selayar y el mar de Banda;
- al oeste, las islas Sabalana y el mar de Bali y el mar de Java.

## Delimitación de la IHO
La máxima autoridad internacional en materia de delimitación de mares a efectos de navegación marítima, la Organización Hidrográfica Internacional («International Hydrographic Organization, IHO), considera el mar de Flores como un mar. En su publicación de referencia mundial, Limits of oceans and seas (Límites de océanos y mares, 3.ª edición de 1953), le asigna el número de identificación 48j, dentro del archipiélago de las Indias Orientales y lo define de la forma siguiente:

En el norte.
 La costa sur de Célebes, desde la punta Oeste de la bahía Laikang (5º37'S, 119º30 'E) hasta Tanjong Lassa (120°28'E).

En el este.
 El límite occidental del mar de Banda (48g) entre Flores y Célebes [una línea desde el punto Norte de Flores (8º04'S, 122º52'E) hasta la isla Kalaotoa (7º24'S, 121º52') y a través de la cadena de islas situadas entre ésta y la punta sur de Pulo Salayar, a través de esta isla y cruzando el estrecho hasta Tanjong Lassa, Célebes (5º37'S, 120º28'E)].
En el sur.
 Las costas norte de Flores, Komodo y Banta y una línea hasta Tanjong Naroe el punto noreste de Soembawa, y desde allí, a lo largo de su costa norte, hasta Tanjong Sarokaja (8º22'S, 117º10'E).
En el oeste.
 Una línea desde Tg Sarokaja a la isla de Paternoster Occidental (7º26'S, 117º08'E) y desde allí a la isla de Postiljon Noreste (6º33'S, 118º49'E) y la punta occidental de la bahía de Laikang, Célebes.
Limits of oceans and seas, pág. 29.

## Origen del nombre
El nombre de este mar es el mismo que la isla homónima. A diferencia de la mayoría de las islas del archipiélago indonesio del que forma parte, el nombre moderno de la isla de Flores se lo dieron los portugueses, Cabo de las Flores, el término portugués para la parte oriental de la isla. Esta parte de la isla, originalmente llamada Cabo Kopondai, fue nombrada así por los portugueses debido a los árboles en flor Delonix regia que se encuentran allí. El nombre original de Flores era Nipa, en referencia a la serpiente.

## Fauna y flora marina
El mar de Flores es conocido por su rica biodiversidad y sus impresionantes paisajes submarinos, este ecosistema marino ofrece una plétora de maravillas. Esta vasta masa de agua, es un intrincado tapiz de arrecifes de coral, vibrantes especies de peces y cautivadores ecosistemas marinos.

### Arrecifes de coral y hábitats marinos
El Mar de Flores cuenta con una impresionante variedad de arrecifes de coral, que actúan como jardines submarinos repletos de vida. Estos arrecifes proporcionan refugio, zonas de reproducción y alimentación a una gran diversidad de organismos marinos. Desde corales duros de vivos colores hasta delicados abanicos de mar que se mecen con las corrientes, estas estructuras submarinas crean un entorno tanto para los buceadores como para la vida marina.  

### Especies de peces
En el mar de Flores, una amplia variedad de especies de peces se mueven entre los corales. Coloridos peces loro, escurridizos caballitos de mar y bancos de vibrantes peces de arrecife contribuyen al caleidoscopio de colores que caracteriza estas aguas. El mar de Flores también alberga especies de mayor tamaño, como barracudas, meros y pargos.
Uno de los atractivos del mar de Flores es la presencia de gráciles mantarrayas. Estas majestuosas criaturas, con su imponente envergadura, se deslizan por el agua.  Además de mantarrayas, el mar de Flores alberga otra carismática megafauna marina, como tortugas marinas, delfines e incluso algún tiburón ballena.

## Formación geológica
El Mar de Flores debe su existencia a las dinámicas fuerzas tectónicas que han dado forma al archipiélago indonesio. La convergencia de varias placas tectónicas ha dado lugar a la formación de profundas fosas, volcanes submarinos y una compleja red de islas e islotes. Esta actividad geológica ha contribuido a la diversa topografía submarina y a las aguas ricas en nutrientes del Mar de Flores.

## Países ribereños
- Indonesia
- Timor Oriental

## Historia
La historia del mar de Flores es rica y está entrelazada con la historia más amplia del sudeste asiático marítimo. Su historia  es un tapiz de migraciones humanas antiguas, vibrantes redes de comercio marítimo, encuentros coloniales y construcción de naciones modernas. Su riqueza ecológica y diversidad cultural lo convierten en una región significativa en el sudeste asiático, reflejando la dinámica interacción entre la naturaleza y la actividad humana a lo largo de milenios.
Historia antigua y precolonial
La región alrededor del mar de Flores ha estado habitada durante miles de años. Las primeras migraciones humanas, incluidas las de los pueblos austronesios, moldearon significativamente el paisaje cultural y demográfico de las islas que rodean el mar de Flores. La evidencia arqueológica, como los descubrimientos de Homo floresiensis en la isla de Flores, indica una larga historia de habitación humana y desarrollos culturales únicos.
El mar de Flores ha sido históricamente una parte vital de las rutas de comercio marítimo del sudeste asiático. Comerciantes antiguos de China, India y Medio Oriente utilizaron estas aguas para llegar a las islas de las Especias (Maluku), que eran famosas por sus valiosas especias como clavo, nuez moscada y macis. La ubicación estratégica del mar de Flores facilitó el intercambio de bienes, culturas e ideas, contribuyendo al surgimiento de poderosos reinos marítimos y estados comerciales.
Período colonial
A principios del siglo XVI, los portugueses fueron de los primeros europeos en explorar y establecer una presencia en la región. Buscaron controlar el lucrativo comercio de especias y establecieron fuertes y puestos comerciales en varias partes del archipiélago indonesio, incluidas áreas alrededor del mar de Flores.
La Compañía Neerlandesa de las Indias Orientales (VOC) desplazó gradualmente a los portugueses y estableció su dominio sobre el archipiélago indonesio en el siglo XVII. La VOC controlaba puertos comerciales clave y ejercía influencia sobre los gobernantes locales para monopolizar el comercio de especias. Los holandeses introdujeron nuevas estructuras administrativas y políticas económicas, que tuvieron impactos duraderos en el paisaje político y económico de la región.
Historia moderna
Durante la Segunda Guerra Mundial, el mar de Flores y sus regiones circundantes fueron teatros de conflicto entre las fuerzas aliadas y japonesas. La importancia estratégica de la zona la convirtió en un objetivo para operaciones militares y batallas navales.
Indonesia obtuvo su independencia del dominio colonial holandés en 1949. El mar de Flores se convirtió en parte de la recién formada República de Indonesia. Después de la independencia, la región alrededor del mar de Flores vio esfuerzos significativos de desarrollo y modernización. Sin embargo, persisten desafíos como la desigualdad económica, el desarrollo de infraestructuras y la conservación ambiental.
Significado ecológico y ambiental
El mar de Flores es conocido por su rica biodiversidad marina, incluidos arrecifes de coral, manglares y numerosas especies de peces y mamíferos marinos. Es parte del Triángulo de Coral, un centro global de biodiversidad marina. Los esfuerzos para conservar este ecosistema único están en curso, con iniciativas para proteger los arrecifes de coral y los hábitats marinos de amenazas como la sobrepesca, la contaminación y el cambio climático.

## Principales islas
El Mar de Flores debe su existencia a las dinámicas fuerzas tectónicas que han modelado el archipiélago indonesio. La convergencia de varias placas tectónicas ha dado lugar a la formación de profundas fosas, volcanes submarinos y una compleja red de islas e islotes. Esta actividad geológica ha contribuido a la diversa topografía submarina y a las aguas ricas en nutrientes del Mar de Flores.
Las principales islas del Mar de Flores son:
- Isla de Flores
- Isla de Sulawesi

## Pesquerías
El mar de Flores alberga pesquerías diversificadas que sustentan economías locales y afrontan desafíos ambientales.  
Históricamente, las pesquerías en la región se expandieron entre 1850 y 2000, con un auge en la explotación de nuevos caladeros entre 1950-1970, fenómeno denominado "la gran carrera por el pescado".

### Principales pesquerías

#### Demersales
- Especies: pargos (Lutjanus malabaricus), meros (Epinephelus spp.) y emperadores.
- Métodos: líneas de fondo y palangres, principalmente en Labuan Bajo (Flores Occidental).
- Volumen: hasta 300 kg/semana de pargo malabar durante temporadas altas (mayo-agosto)[12]
- Comercialización: los pescados se transportan a Bali vía Sape para exportación a mercados asiáticos.[12]

#### Tenggiri
- Captura: embarcaciones pequeñas (kedo-kedo) con anzuelos y líneas de trolling.
- Rendimiento: hasta 1 tonelada/día en temporada alta (agosto-diciembre), con ejemplares de 5-15 kg.[12]
- Destino: mercado local y exportación en Labuan Bajo.[12]

#### Pelágicos pequeños
- Especies: atún listado (Katsuwonus pelamis), caballa oriental (Euthynnus affinis) y layang (carángidos).
- Métodos: cerco con redes de jareta y redes de enmalle.
- Volumen: 3-4 toneladas/día por embarcación, destinadas a Ruteng y otras ciudades de Flores.[12]

#### Atún
A diferencia de Flores Oriental (Larantuka y Maumere), en Flores Occidental no existe una pesquería organizada de atunes grandes como el rabil (Thunnus albacares).

#### Importancia socioeconómica
- Empleo: ~100 barcos demersales y 50 kedo-kedo operan en Labuan Bajo, generando ingresos para comunidades locales.[12]
- Cadena de valor: comerciantes intermediarios, compran a ~IDR 20.000-40.000/kg y vendiendo a exportadores.[12]
- Amenazas: sobrepesca, métodos destructivos (explosivos) y contaminación por plásticos afectan la sostenibilidad[13]

#### Aspectos medioambientales
- Sobreexplotación: disminución de stocks de pargos y caballas en áreas como el Parque Nacional de Komodo[12][3].
- Cambio climático: blanqueamiento de corales (ej. *Acropora spp.*) por aumento de temperatura y acidificación[2].
- Contaminación: vertidos agrícolas y plásticos dañan hábitats críticos para especies como mantarrayas (*Mobula spp.*) y tortugas marinas[2][3].

#### Esfuerzos de conservación
- Áreas marinas protegidas: establecidas para preservar arrecifes y zonas de desove[2].
- Pesca sostenible: promoción de artes selectivas y vedas temporales, coordinadas por el Departamento de Pesca de Manggarai Barat[1][2].
- Educación: programas para reducir el uso de cianuro y dinamita en la pesca de meros[2][3].

#### Perspectivas futuras
La competencia por recursos petroleros y gasísticos en el mar de Flores podría intensificar conflictos geopolíticos, requiriendo cooperación regional para equilibrar explotación y conservación.